# Communistische Partij van Uruguay
De Communistische Partij van Uruguay (Spaans: Partido Comunista del Uruguay) is een communistische partij in Uruguay, opgericht op 21 september 1920. De partij is lid van het regerende Breed Front.
De huidige secretaris-generaal is Eduardo Lorier.